# La Boissière (Seine-Saint-Denis)
La Boissière, en Seine-Saint-Denis, est un quartier résidentiel partagé entre les  communes françaises de Montreuil, Noisy-le-Sec et Rosny-sous-Bois, en Seine-Saint-Denis,.

## Historique

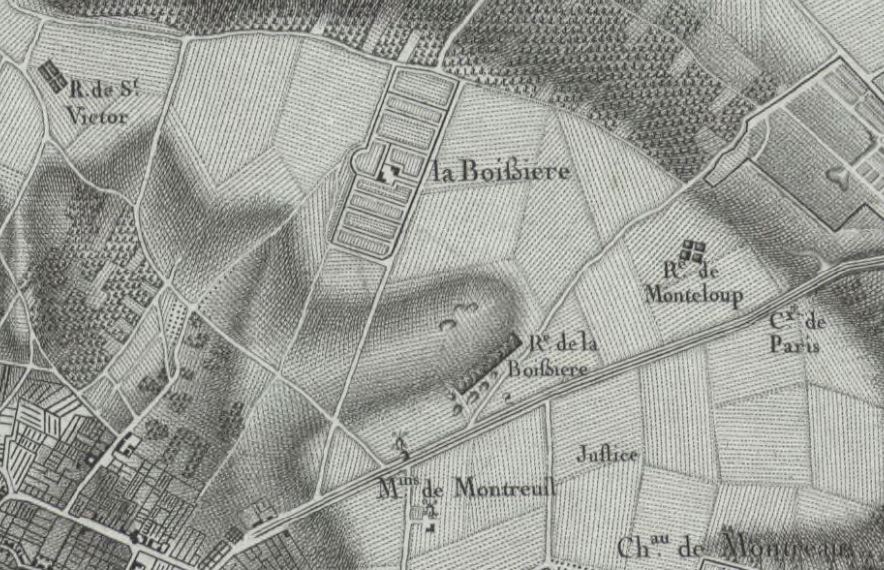
La Boissière, sur la carte des Chasses du Roi.

La Boissière pourrait être le « mons Blixata » ou « Buxata » que mentionne Ermenthrude dans son testament du VIe siècle, lorsqu'elle écrit : « Vinex predatura una sita in monte Blixata quem Leudefredocolit, Basilicae Sancti Martini Ciperente dari jubes », ce qui, traduit du latin, signifie : « Je veux qu'on donne à la basilique Saint-Martin de Cevrent une certaine pièce de vigne située sur le mont Blixa qui est façonnée par Eufroy ».
En 1265, ce fief est acquis par l'abbaye Saint-Antoine-des-Champs.
L’abbaye agrandit son domaine de Montreau et le vend avec la Boissière vers 1610 à Jacques Chevalier de Monthyon (1572-1633), conseiller du Roi en la Cour du Parlement de Paris, qui devient seigneur de la Boissière.
On connaît l'existence d'une demeure appelée château de la Boissière, située à la limite de Montreuil et de Noisy-le-Sec, détruite vers 1820.
Le 18 avril 1944, de nombreux bâtiments sont détruits lors du bombardement de Noisy-le-Sec.
En 2015, la Boissière connaît une importante rénovation dans le cadre de son classement en quartier prioritaire.

## Description
Les tours de la résidence de La Boissière, à Rosny-sous-Bois, avec dix-huit étages et soixante-cinq mètres de hauteur, font partie des plus hauts bâtiments d'Île-de-France.
D'anciens réservoirs d’eau potable appartenant au Syndicat des eaux d'Île-de-France sont en cours de reconversion dans la ZAC Boissière-Acacia.
Ce quartier est desservi par la station de métro La Dhuys, sur la ligne 11 du métro de Paris, depuis le 13 juin 2024.